# Stygopholcus photophilus
Stygopholcus photophilus là một loài nhện trong họ Pholcidae. Loài này được phát hiện ở Hy Lạp.